# Mont Conness
Le mont Conness est une montagne de la Sierra Nevada, en Californie. Elle est située à la frontière entre le comté de Tuolumne, à l'ouest, et le comté de Mono, à l'est, ainsi qu'à la limite entre la Yosemite Wilderness, dans le parc national de Yosemite, à l'ouest, et la Hoover Wilderness, dans la forêt nationale d'Inyo, à l'est.